# Base aérienne 261 Crépey
 (mars 2012).
Si vous disposez d'ouvrages ou d'articles de référence ou si vous connaissez des sites web de qualité traitant du thème abordé ici, merci de compléter l'article en donnant les références utiles à sa vérifiabilité et en les liant à la section « Notes et références ».
Dépôt situé en Meurthe-et-Moselle sur la commune de Crépey, la Base aérienne 261 Crépey est l'un des plus anciens site de stockage de munitions de l'Armée de l'Air.
Elle est située à 4 kilomètres de la Base Aérienne de Nancy. Utilisée dès 1914 comme dépôt de surface, elle devient dépôt semi-enterré en 1936 (type 1935). En 1942, sous occupation allemande, il subit une destruction de ses cellules de stockage. Respectivement compagnie de munitions, base aérienne 261, DPMu, DRmu, ESMu 04-651, elle devient Section Munitions 33-870 de Crépey en mars 2011.
Elle appartient désormais au service Interarmées des munitions (SIMu) et dépend de l'établissement Principal des Munitions « Alsace-lorraine » du Rozelier (Meuse).
Le dépôt de munitions glorieux a rendu les plus grands services aux différentes armées et verra ses armes déposées définitivement en septembre 2014.